# Ballerup Kommune
Ballerup Kommune er en kommune i Region Hovedstaden på Sjælland. Den ligger cirka 15 kilometer fra centrum af København. Kommunen dækker et område på 34,09 km² og har en befolkning på 52.939 indbyggere  (2025). Kommunens hovedby er Ballerup.
Navnet Ballerup Kommune blev taget i brug ved kommunalreformen i 1970, men den var stort set en videreførelse af den tidligere Ballerup-Måløv Sognekommune.
I forbindelse med Kommunalreformen i 2007 skete der ikke ændringer i Ballerup Kommune.
Nabokommunerne er: mod øst Herlev, mod nord Furesø og Gladsaxe, Egedal mod vest og Albertslund, Glostrup og Rødovre mod syd.
Ballerup har en venskabsby i Skotland, der hedder East Kilbride, og én i Kina, der hedder Wuxi.

## Byer
| Kommunens byer |           |                   |
| Nr             | By        | Indbyggere (2011) |
| 1              | Ballerup  | 38.890            |
| 2              | Skovlunde | 12.000            |
| 3              | Måløv     | 8.681             |

I Ballerup Kommune finder man byer som Skovlunde, Egebjerg og Måløv, der tidligere var landsbyer, men er vokset til forstæder til København. Disse byer fungerer i dag også som vigtige regionale centre med store virksomheder som kan ses nedenfor, under "lokalt erhversklima".

## Lokalt erhvervsklima
I Dansk Industris undersøgelse af "lokalt erhvervsklima" kom Ballerup Kommune i 2013 ind som nummer 30 (af 96). Kommunens bedste kategori var "Infrastruktur og transport", hvor den var nummer 12, mens den værste kategori var "Skatter, afgifter og gebyrer", hvor den var nummer 69.
Her er nogen af de store virksomheder som ligger, eller har hovedsæde, i Ballerup Kommune:
Novo Nordisk, LEO Pharma, Sony, Tryg, Toms,Topdanmark, Oticon, Bosch og Ambu
Derudover har Region Hovedstadens Akutberedskab hovedsæde på Telegrafvej 5 i Ballerup Kommune

## Politik
Ballerup har været en socialdemokratisk ledet kommune siden 1933. Ved kommunalvalget 21. november 2017 fik kommunalbestyrelsen absolut socialdemokratisk flertal. Partiet sidder således på 16 pladser i kommunalbestyrelsen, sammen med Enhedslistens to mandater og SF's ene sidder partierne i den røde blok på 19 ud af 25 pladser. Det største borgerlige parti blev Venstre, der sidder på tre ud af de 25 pladser.

### Sognerådsformænd
| Periode   | Navn               | Parti             |
| --------- | ------------------ | ----------------- |
| 1933-1935 | Siegfried Petersen | Socialdemokratiet |
| 1935–1942 | Jens Smørum        | Socialdemokratiet |
| 1942–1952 | Ove Henry Hansen   | Socialdemokratiet |

### Borgmestre
| Periode   | Navn                        | Parti             |
| --------- | --------------------------- | ----------------- |
| 1952-1967 | Ove Henry Hansen            | Socialdemokratiet |
| 1967–1981 | Kaj Henning Bedey Burchardt | Socialdemokratiet |
| 1982–2012 | Ove E. Dalsgaard            | Socialdemokratiet |
| 2012-     | Jesper Würtzen              | Socialdemokratiet |

### Valgresultater efter år
| 2 | 7 |

| 9 |

| 3 | 6 |

| 9 |

| 2 | 7 |

| 9 |

| 4 | 5 |

| 9 |

| 3 | 6 |

| 9 |

| 4 | 5 |

| 9 |

| 5 | 4 |

| 9 |

| 5 | 4 |

| 9 |

| 5 | 4 |

| 8 |

| 4 | 1 | 4 |

| 9 |

| 6 | 3 | 1 | 1 |

| 10 |

| 6 | 3 | 1 | 1 |

| 11 |

| 7 | 3 | 3 |

| 11 | 2 |

| 7 | 3 | 1 | 2 |

| 12 |

| 5 | 1 | 4 | 2 | 1 | 2 |

| 13 |

| 12 | 1 | 5 | 2 | 1 |

| 15 | 6 |

| 14 |  | 2 |  | 2 | 2 |  | 2 |

| 21 | 4 |

| 14 | 3 |  | 2 | 2 |  |  |  |

| 18 | 7 |

| 13 |  | 4 |  | 2 |  |  |  |  |

| 19 | 6 |

| 17 | 4 | 3 |  |

| 16 | 9 |

| 16 | 3 |  | 3 |  |  |

| 15 | 10 |

| 15 | 2 | 2 | 5 |  |

| 16 | 9 |

| 12 | 3 | 2 | 3 | 5 |

| 14 | 11 |

| 16 | 2 | 2 |  | 4 |

| 12 | 13 |

| 15 |  | 2 | 2 | 2 | 3 |

| 13 | 12 |

| 15 | 2 | 4 | 2 | 2 |

| 16 | 9 |

| 14 |  | 3 | 5 | 2 |

| 16 | 9 |

| 16 |  |  | 2 | 3 | 2 |

| 16 | 9 |

| 13 |  | 3 |  | 2 |  | 2 | 2 |

| 16 | 9 |

| 13 |  | 2 |  | 2 |  | 2 | 2 |  |

| 16 | 9 |

### Nuværende byråd
| Navn                        | Parti                                    |
| --------------------------- | ---------------------------------------- |
| Jesper Würtzen (Borgmester) | Socialdemokratiet - 13 mandater          |
| Hella Tiedemann             | Socialdemokratiet - 13 mandater          |
| Lolan Ottesen               | Socialdemokratiet - 13 mandater          |
| Sandra Marsenic             | Socialdemokratiet - 13 mandater          |
| Johan Müller                | Socialdemokratiet - 13 mandater          |
| Maria Lundahl Assov         | Socialdemokratiet - 13 mandater          |
| Charlotte Holtermann        | Socialdemokratiet - 13 mandater          |
| Anja Holtze                 | Socialdemokratiet - 13 mandater          |
| Musa Kekec                  | Socialdemokratiet - 13 mandater          |
| Per Mortensen               | Socialdemokratiet - 13 mandater          |
| Peter Als                   | Socialdemokratiet - 13 mandater          |
| Özcan Kizilkaya             | Socialdemokratiet - 13 mandater          |
| Morten Andersson            | Socialdemokratiet - 13 mandater          |
| Allan Kristensen            | Det Konservative Folkeparti - 3 mandater |
| Karsten Kriegel             | Det Konservative Folkeparti - 3 mandater |
| Kate Svarrer                | Det Konservative Folkeparti - 3 mandater |
| Mikael Wandel               | Venstre - 2 mandater                     |
| Jacob Wøhler Jørgensen      | Venstre - 2 mandater                     |
| Simon Knudstrup             | Socialistisk Folkeparti - 2 mandater     |
| Taner Genc                  | Socialistisk Folkeparti - 2 mandater     |
| Stine Rahbek Pedersen       | Enhedslisten - 2 mandater                |
| Saime B. Inanc              | Enhedslisten - 2 mandater                |
| Michael Jensen              | Dansk Folkeparti - 1 mandat              |
| Lars Green Bach             | Radikale Venstre - 1 mandat              |
| André Amingsø               | Nye Borgerlige - 1 mandat                |

| Navn         | Skiftet fra                 | Skiftet til | Dato        |
| ------------ | --------------------------- | ----------- | ----------- |
| Kate Svarrer | Det Konservative Folkeparti | Løsgænger   | 2. maj 2022 |

### Byrådet 2018-2022
| Navn                        | Parti                           |
| --------------------------- | ------------------------------- |
| Jesper Würtzen (Borgmester) | Socialdemokratiet - 16 mandater |
| Hella Hardø Tiedemann       | Socialdemokratiet - 16 mandater |
| Lolan Marianne Ottesen      | Socialdemokratiet - 16 mandater |
| Musa Kekec                  | Socialdemokratiet - 16 mandater |
| Charlotte Holtermann        | Socialdemokratiet - 16 mandater |
| Peter Als                   | Socialdemokratiet - 16 mandater |
| Maria Lundahl Assov         | Socialdemokratiet - 16 mandater |
| Irene Jørgensen             | Socialdemokratiet - 16 mandater |
| Bjarne Rasmussen            | Socialdemokratiet - 16 mandater |
| Per Mortensen               | Socialdemokratiet - 16 mandater |
| Johan Müller                | Socialdemokratiet - 16 mandater |
| Anja H. Holtze              | Socialdemokratiet - 16 mandater |
| Özcan Kizilkaya             | Socialdemokratiet - 16 mandater |
| Morten Andersson            | Socialdemokratiet - 16 mandater |
| Dennis Sørensen             | Socialdemokratiet - 16 mandater |
| Jack Nør                    | Socialdemokratiet - 16 mandater |
| Kåre Harder Olesen          | Venstre - 3 mandater            |
| Jacob Wøhler Jørgensen      | Venstre - 3 mandater            |
| Sussie Wandel               | Venstre - 3 mandater            |
| Ali Abbasi                  | Enhedslisten - 2 mandater       |
| Stine Rahbek Pedersen       | Enhedslisten - 2 mandater       |
| Birgitte Dahl               | Dansk Folkeparti - 2 mandater   |
| Michael Jensen              | Dansk Folkeparti - 2 mandater   |
| Allan Kristensen            | Konservative - 1 mandat         |
| Ulrik Falk-Sørensen         | SF - 1 mandat                   |

| Dato             | Udtrådt         | Indtrådt      | Parti             |
| ---------------- | --------------- | ------------- | ----------------- |
| 11. oktober 2019 | Irene Jørgensen | Michael Brønd | Socialdemokratiet |

## Folkeskoler
Ballerup Kommune har 12 folkeskoler:
- Skovvejens Skole, Egebjergskolen, Egebjergskolen Skovvejens Skole Afdeling Øst og Højagerskolen Skovvejens Skole Afdeling Vest, indgår fra år 2015 i Skovvejens Skole.
- Baltorpskolen, Grantofteskolen og Rugvænget Skole indgår fra år 2015 i Baltorpskolen.
- Hedegårdsskolen
- Måløvhøj Skole Måløv og Østerhøj skole indgår fra år 2015 i Måløvhøj skole.
- Skovlunde Skole, Rosenlundskolen, Skovlunde Skole - Afdeling Rosenlund og Lundebjergskolen Skovlunde Skole - Afdeling Lundebjerg indgår fra år 2015 i Skovlunde Skole.
- Skovmarkskolen
- Lautrupgårdskolen

Hertil kommer flg. specialskoler
- Indvandrerprojektet
- Ordblindeinstituttet
- Kasperskolen- Autisme Spektrum Forstyrrelser, ADHD og Socio-emotionelle vanskeligheder.
- Rugvænget Skole- Døve-hørehæmmede, Baltorpskolen høreafdelingen- tale- høre og/eller synsvanskeligheder, høretab, talevanskeligheder og taleklasserne.
- Hedegårdsskolen- Autisme Spektret og Gruppeordningerne Autisme Spektrum Forstyrrelser og ADHD.
- Grantofteskolen- Ordblindeklasser.
- Grantofteskolen- (Blindeklasser/synes besvær, synsvanskeligheder).
- Grantofteskolen- Specialklasser.
- Baltorpskolen- Gruppeordningen Generelle Indlæringsvanskeligheder.
- Specialtilbud Team Øst- Autisme Spektrum Forstyrrelser, ADHD, socio-emotionelle vanskeligheder, omsorgssvigt og udviklingsforstyrrelser.
- Hedegårdsskolen- Modtageklasserne.
- Egebjergskolen- ADHD-klasser og modtagerklasserne.
- Lautrupgårdskolen- STU.
- Uddannelsescenter Maglemosen og STU [7]

Privatskoler, friskoler og private grundskoler
- Ballerup Ny Skole
- Ballerup Privatskole
- Unity Skolen
- Hareskovens Lilleskole
- Thomasskolen
- Ballerup Ungdomsskole- Ungdomskolen, Pakskolen og Lautrupgårdskolen, BASK.
- Ballerup Musik- og Kulturskole- Musikskolen.
- Ballerup Kommune- Koranskole.
- Hedegårdsskolen- Eliteidrætsklasser.
- Hedegårdsskolen- Matematik Akademiet.
- Ballerup Kommune, Aften skoler- Kurser.
- Egeskolen Skole i Værløse ved Ballerup kommunegrænse.
- Hjemmeundervisning i Ballerup kommune og nabokommuner ved Ballerup kommune og vestegnen+
- баллеруп skole, Skole- Ballerup.
- Michaelskolen, Rudolf Steiner Skolen- Ballerup og Herlev.
- Viking International (Ballerup) Viking International- Viking International School Ballerup[8]

Gymnasium og videregående uddannelser, Uddannelse, 8-9-10-11-12-13-14-15, Gym, Gymnasium, Universitet, Produktionsskole, Projektskole, STX, 2-årig STX, HF og GIF, HTX, HHX, EUX, GUX, GXU, EUD, GUX-GSK, GSK, STU, EGU, FGU, VUC i Ballerup Kommune og Vestegnen+
- Borupgaard Gymnasium- STX gymnasie.
- H.C. Ørsted Gymnasiet- TEC.
- NEXT Baltorp Business Gymnasium- NEXT – Uddannelse København.
- Baltorp Gymnasium
- Baltorp Business Gymnasium, HHX
- Next:10
- EUX Business, Next
- Gymnasier, Skole DTU Lautrup og skole Lautrup, skole- Lautrup.
- Lautrup Gymnasium og Siloen-Skole, ved Lautrupgårdskolen, Skole- Ballerup.
- TEC - Technical Education Copenhagen, Gymnasium og Elevkælder, TEC Ballerup, Skole- Ballerup.
- DTU Ballerup Campus- Teknisk universitet- Universitet og Ballerup DTU, DTU, DTU N1.02.
- Aalborg Universitet - Cmi, Ballerup, Aalborg Universitet - Cmi i Ballerup, Aalborg Universitet, Aalborg Universitet - Cmi København, og Aalborg Universitet, Aalborg Universitet - Cmi København i Ballerup.
- Leo pharma, skole- Ballerup.
- Ingeniørhøjskolen- Universitet.
- Ballerup Seminarium- Universitet.
- Ballerup Sportskollegie- Kollegium, Ballerup.
- Gefion Telegrafkollegiet, Kollegium- Ballerup.
- Hedegårdsskolen, Kollegium og ungdomsboliger- Ballerup.
- TEC - Technical Education Copenhagen, TEC Ballerup-Erhvervsskole Ballerup.
- Frøkær, skole, Ballerup
- Skole Lautrup
- Ballerup Gymnasium
- Skole DTU Lautrup
- VUC Ballerup
- Parkskolen Ballerup
- Humanconsult ApS, skole- Ballerup.
- Ballerup Kommune- Sprogskole og spogcenter.
- Hjemmeværnskompagni, skole- Ballerup.
- Specialisternes STU i Ballerup for Autisme og Asperger diagnoser og alt indenfor Autisme spekteret (alt indenfor Autisme spektrum) og Specialisterne ApS It-konsulent- Ballerup, Specialisterne.
- Lautrupgårdskolen- STU.
- Uddannelsescenter Maglemosen og STU.
- Ballerup/Herlev Produktionsskole, Produktionshøjskole, STU og FGU Nord og FGU Nord og FGU Vestegenen/FGU Hovedstaden Ballerup- Ballerup.
- FGU Nord - Ballerup- Uddannelsesinstitution.
- Ballerup Handelsskole, Handelsskolen- Ballerup.
- SmartNinja Danmark, It-skole- Ballerup.
- Skole for børn og unge og voksne med diagnoser ved Telegrafvej, Skole- Ballerup.
- Queer Union Københavns Universitet- Ballerup.
- Metalindustriens Fagskole
- Vestegnens Sprog- og Kompetencecenter Ballerup Sprogskole- Ballerup.
- Jobs Partner Ballerup- Skole, Ballerup.
- Forandrings Akademiet, Kursuscenter og Uddannelse- Ballerup.
- Skolekredsen For Baunehøj Efterskole, Skole- Skovlunde, Ballerup Kommune.
- PLC - skolens pædagogiske læringscenter og Danmarks Lærerforening Kreds 21 Ballerup Lærerforening.
- Pædagoguddannelsen UCC/ Professionshøjskolen Ucc - Pædagoguddannelsen, Højvang/Ballerup.
- UCplus Forskolen til Politiskolen, Kursuscenter- Skovlunde, Ballerup Kommune.
- Politiskolen, Ballerup.[9]
- Hjemmeværnskompagni, skole og Jonstruplejren, militærbase og hjemmeværnsdistrikt vestegnen- Ballerup.
- Forsvarets uddannelser- Ballerup.[10]
- Flyvevåbnets Officersskole flyttede i 1995 til Jonstruplejren av Ballerup i Ballerup kommune og Værløse i Furesø kommune og i Egedalby/ Ølstykke-Stenløse /Stenløse (Ølstykke-Stenløse)/ Stenløse Kommune i Egedal Kommune.

Nedlukket skoler og lukkede skoler
- Realskolen Lindeskolen, (Lindeskolen)
- Ballerup Gymnasium 1961 - 1991.
- Specialskole I 1968 blev der oprettet en specialskole for unge med indlæringsvanskeligheder. Kommunen husede også tre friskoler, og de er alle lukket i dag
- Skovlunde gammel skole 1935-1960 Skovlunde fik skole i 1935, og de andre skoler blev udvidet flere gange til ca. 1960.
- Ballerup Privatskole (nedlagt med virkning fra skoleår 2016 - 2017)
- Parkskolen, Ballerup Kommuneskole, (ble til 1945 også kaldt kommune og barneskole) (blev indtil 1945 også kaldet kommune og folkeskolen), 1901 - 2007.
- Lautrupgårdskolen, Lautrupgårdskolen, (nedlagt med virkning fra skoleår 2014 - 2015) og i brug igen fra 2015/2016-2017/2018 og lukkede igen i år skoleåret 2017/2018.
- Ballerup Privatskole (nedlagt med virkning fra skoleår 2016 - 2017).
- Højagerskolen, Højagerskolen (nedlagt med virkning fra skoleår 2020 - 2021)
- Ellegaardskolen, Ellegårdsskolen nedlagt i 1990, (Nedlagt i 1990), 1965 - 1991.
- Ballerup Handelsskole 1964 - 1975.
- Teknisk Skole i Ballerup 1885-1916
- Ballerup Teknisk Skole 1916/17/1917 - 1964.
- Ballerup Private Realskole
- Rytterskolen i Ballerup Ballerup Rytterskole 1722 - 1902 og Rytterskolen i Måløv, Måløv Rytterskole i Måløv i Ballerup kommune.

## Venskabsbyer
- – East Kilbride Skotland[11][12]

## Ekstern henvisning
- Wikimedia Commons har flere filer relateret til Ballerup Kommune
- Ballerup Kommune officielle hjemmeside

55°44′2.1″N 12°21′53.03″Ø / 55.733917°N 12.3647306°Ø